# Eiwittransitie
Eiwittransitie of 'plantificeren' staat bij de mens voor het omvormen van een voedingspatroon met overwegend dierlijke ingrediënten naar een voedingspatroon met overwegend plantaardige bestanddelen.

## Voedselbeweging
De verschijning in 1971 in de Verenigde Staten van het boek 
Diet for a Small Planet, en kort daarna ook in het Nederlands vertaald als Eten van Moeder Aarde - Kookboek voor voedingsbewuste mensen, van Frances Moore Lappé kan officieus worden aangemerkt als een ontstaansmanifest, of in elk geval als een sterke impuls voor deze beweging. Het boek van Moore Lappé verscheen enkele jaren na De bevolkingsexplosie van Paul R. Ehrlich uit 1968. Daarin trachtte de auteur de urgentie van de reeds in de 19e eeuw door Thomas Robert Malthus en het door hem Idee (filosofie)geïnspireerde malthusianisme geuite waarschuwingen voor de gevaren van de bevolkingsgroei opnieuw te agenderen. Het werd een invloedrijke publicatie, dat zich richt op de relatie tussen voedselproductie, milieu en sociale rechtvaardigheid. Het oorspronkelijke boek en ooter verscheen er een herziene editie. In dit boek onderzocht Lappé de impact van ons voedselsysteem op de aarde en zijn bewoners. Ze pleit voor een duurzame en ethische benadering van voedsel, waarbij de nadruk ligt op lokale en biologische landbouwmethoden. Lappé benadrukte destijds als een der eersten de noodzaak tot heroverweging van de manier waarop voedsel wordt geproduceerd en geconsumeerd. Ze moedigt de lezers en het publiek aan bewust dusdanige keuzen te maken, die zowel "de planeet" als "de gemeenschappen" ten goede zouden komen. Het boek biedt inzicht in de problemen van de huidige voedselproductie, maar daarnaast ook praktische oplossingen en inspiratie voor een volgens deze auteur gezondere en rechtvaardigere wereld. Dit boek inspireerde tot het ontstaan van een voedselbeweging. Het streven daarvan komt neer op de eiwittransitie. Deze beweging bepleit een overgang van het wereldwijd algemeen gangbare voedselpatroon met zowel plantaardige als dierlijke eiwitbronnen op het menu  aangepast voedingspatroon met geen of in elk geval minder eiwitten van dierlijke oorsprong centraal staat.

## Eiwitten
Eiwitten zijn een belangrijk onderdeel van de menselijke voeding. Ze komen voor in zowel dierlijke als plantaardige producten. Dierlijke eiwitten zijn te vinden in vlees, vis, eieren en zuivelproducten. Plantaardige eiwitten komen voor in graanproducten, peulvruchten, noten en in mindere mate in groenten en aardappelen. Deze hebben elk een eigen essentiële aminozuren-profiel (EAAP: in het Engels Essentail Amino Acid Profile) waarin veelal niet alle essentiële aminozuren voorkomen of sommige slechts in zeer geringe mate. Door deze levensmiddelen in een maaltijd te combineren kan een gezamenlijk optimaal profiel ontstaan, waarvan al deze essentiële aminozuren in voldoende mate voorkomen, resulterend in een ecologisch ¨(dier-)vriendelijker¨ en qua voedingswaarde gelijkwaardig alternatief voor voornoemde eiwitbronnen van dierlijke oorsprong 

## Noodzaak voor de eiwittransitie
De huidige modus van eiwitproductie en –consumptie volstaat niet meer. De wetenschap geeft te kennen dat de eiwitvoorziening moet verduurzamen om geen problemen te krijgen op het gebied van voedselzekerheid, milieu en volksgezondheid.

### Voedselzekerheid

#### Globaal
Naast overconsumptie van eiwitten bestaat er ook “eiwitondervoeding”. Door bevolkingsgroei zal deze onevenwichtigheid waarschijnlijk verergeren. Als de huidige trends voortzetten, zal de wereld in de toekomst meer eiwit nodig hebben om aan de vraag te voldoen. Er is een verandering in de voedselsystemen nodig om toenemende honger en ondervoeding te voorkomen.

#### Europese Unie
De Europese Unie wil minder afhankelijk worden van de invoer van eiwitrijke grondstoffen. Als redenen hiervoor worden aangevoerd dat verwacht wordt dat eiwitrijke grondstoffen schaarser worden (vanwege verwachte grotere vraag van importerende landen buiten de EU) en de angst voor het misbruiken van de machtspositie door de aanbieders van deze grondstoffen. Hierbij moet aangetekend worden dat sojabonen en vleesvervangers in de supermarkt vaak van Europese oorsprong zijn.

### Milieu

#### Globaal
Een kwart van de wereldwijde broeikasgassen wordt veroorzaakt door de voedselproductieketen in zijn geheel. De voedselproductieketen is verantwoordelijk voor een derde van de wereldwijde verzuring van het land. Om de duurzameontwikkelingsdoelstellingen voor het verminderen van de koolstofemissies te bereiken en de klimaatverandering tegen te gaan, moet worden omgeschakeld naar duurzame voedingsbronnen.
Door verduurzaming van de productie van dierlijke eiwitten en door de verschuiving van de consumptie van dierlijke eiwitten naar plantaardige zal de ecologische impact van de eiwitvoorziening minder worden. Tussen dierlijke eiwitbronnen bestaan overigens ook grote verschillen in effect op het milieu. Rundvlees heeft een veel hogere milieudruk dan kip. Volgens het Nederlandse Voedingscentrum is met name minder rood en bewerkt vlees eten beter voor het milieu. Een voedingspatroon helemaal zonder vlees en zuivel is niet automatisch de meest duurzame keuze.

#### Europese Unie
Invoer van eiwitrijke producten, zoals soja, uit landen buiten de EU kan ontbossing en vernietiging van natuurlijke ecosystemen in sommige producerende landen teweeg brengen. Stimulering van de teelt van eiwitrijke gewassen binnen de EU beperkt die invoer en dat zou gunstiger moeten zijn voor het milieu.

### Volksgezondheid in Nederland
In 2019 haalde de Nederlandse bevolking 61 procent van hun eiwitten uit dierlijke bronnen en 39 procent uit plantaardige. Volgens het Nederlandse Voedingscentrum adviseren diverse partijen dat in het jaar 2030 zestig procent van de eiwitten in het eten afkomstig moet zijn van plantaardige bronnen, en veertig procent van dierlijke bronnen.
In verband met de volksgezondheid is een reductie in de consumptie van dierlijke eiwitbronnen belangrijk, dat geldt in het bijzonder voor rood en bewerkt vlees. Ook voor de Nederlandse overheid is dit daarom een streven geworden. In december 2023 concludeerde de Gezondheidsraad, een onafhankelijk wetenschappelijk adviesorgaan voor regering en parlement, in een advies dat werd uitgebracht aan de minister van Landbouw, Natuur en Voedselkwaliteit en de staatssecretaris van het Ministerie van Volksgezondheid, Welzijn en Sport, dat opschuiven naar een voedingspatroon met meer plantaardige en minder dierlijke eiwitten beter zou zijn voor het milieu en gezonder voor de meeste Nederlanders. 
Dierlijke eiwitbronnen hebben blijkens dat uitgebracht advies een grotere milieu-impact dan plantaardige eiwitbronnen. Ook worden sommige bronnen van dierlijk eiwit in verband gebracht met een verhoogd risico op chronische ziekten. Daarom dient het overheidsbeleid zich te richten op die wenselijke overgang naar meer plantaardige en minder dierlijke eiwitten, m.a.w. de eiwittransitie. De Gezondheidsraad onderzocht de gezondheidseffecten van een voedingspatroon met 60% plantaardige en 40% dierlijke eiwitten. In het huidige voedingspatroon zou die verhouding andersom zijn.
Een meer plantaardig voedingspatroon voldoet ber aan de 
Richtlijnen goede voeding dan het huidige voedingspatroon. Voor de meeste Nederlanders zou het mogelijk zijn minder dierlijk te gaan eten zonder een ontstaan van tekorten aan voedingsstoffen..
De raad schatte dat het meer plantaardige voedingspatroon de milieu-impact van de voedselconsumptie met 25% zou kunnen verlagen. De raad adviseerde  in te zetten op beleidsmaatregelen die het voor de gehele bevolking makkelijker maken meer plantaardig te eten.